# Домнітор
Домнітор (рум. Domnitori) — офіційний титул монарха Об'єднаних князівств Валахії та Молдавії (Румунія) в 1862—1881. Зазвичай перекладають як «Принц» на інші мови.

## Список
| Правління | Ім'я                 | Румунське ім'я      | Батьки/Династія          | Портрет |
| --------- | -------------------- | ------------------- | ------------------------ | ------- |
| 1862—1866 | Александру Іоан Куза | Alexandru Ioan Cuza | Куза                     |         |
| 1866—1881 | Кароль I             | Carol I             | Гогенцоллерн-Зігмарінген |         |